# 황소의 눈 은하
LEDA 1313424(황소의 눈 은하)는 물고기자리 방향으로 약 5억 5,510만 광년 떨어진 거대나선은하이다.

## 특징

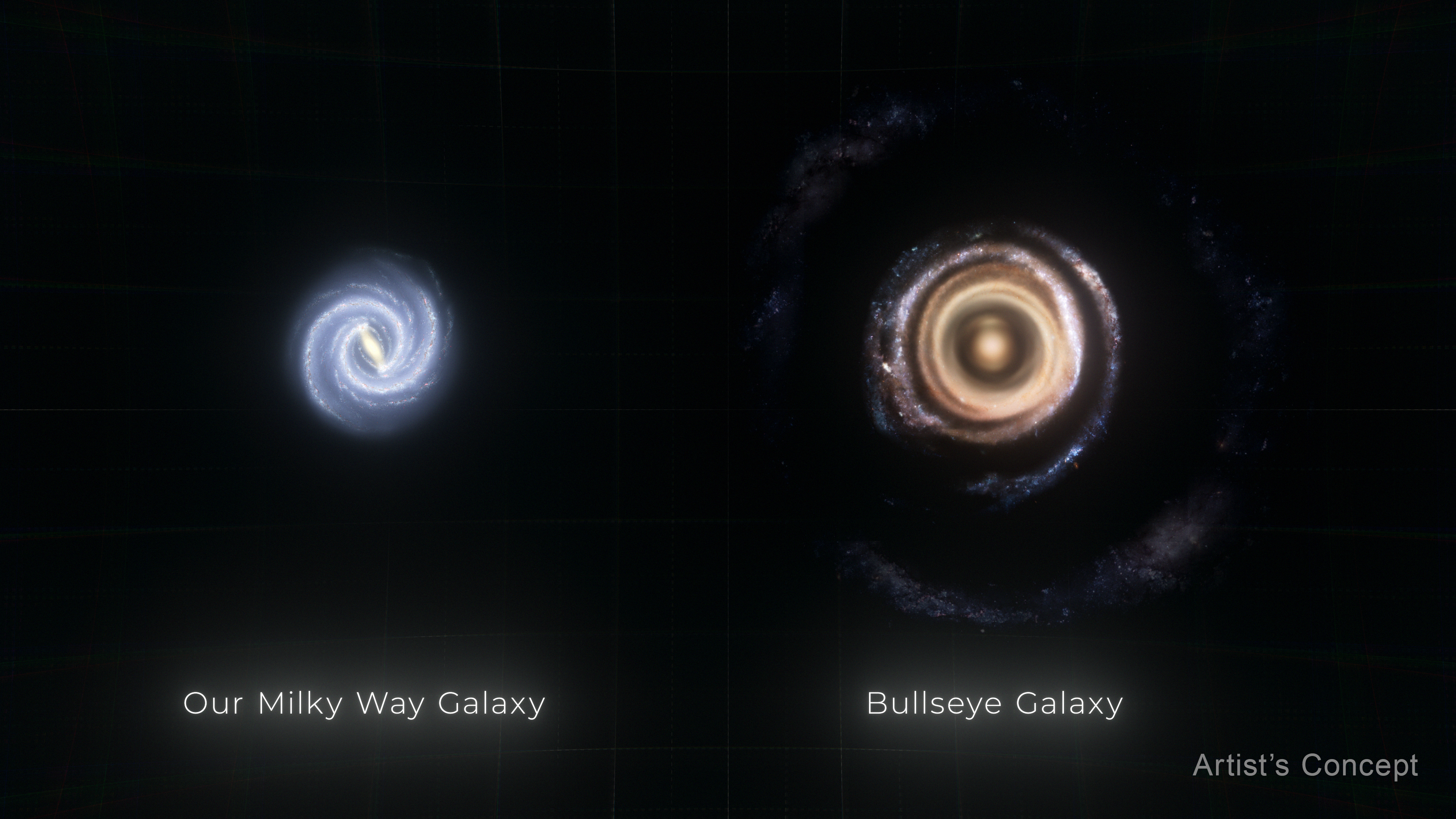
우리 은하와 LEDA 1313424의 크기 비교이다. 약 2배 정도 차이가 난다.

고리 구조가 있으며, 나선 은하와 고리 은하의 중간 정도의 형태이다. 작고 푸른 한 은하가 이 은하를 관통했을 것으로 추정된다. 이는 수레바퀴 은하와 비슷한 구조이다. 시속 500~2,000km로 자전한다.